# Tragel (buurtschap)
Tragel is een buurtschap in de gemeente Sluis, in de Nederlandse provincie Zeeland. De buurtschap, in de regio Zeeuws-Vlaanderen, ligt ten westen van Schoondijke aan "Tragel West" en de "Klittenweg". Tragel bestaat uit een twintigtal huizen.

## Naamgeving
Vroeger liep er (op de plaats van de buurtschap) een zeearm, het Nieuwerhavense Gat, die eind 18e eeuw geleidelijk werd ingepolderd. Daarnaar verwijst nog de naam van de Damstraat in Schoondijke, tegenwoordig een deel van de N676. Wat overbleef was een uitwateringskanaal, in de volksmond Tragel genoemd. De grillige bochten in de loop van dit vaartje volgen de zuidelijke oever van het voormalige zeegat.
De naam "Tragel" komt van een verlaagde kade langs deze vaart, waarover een jaagpad liep. Later is die naam op de buurtschap overgegaan, dat bestond uit huisjes langs de Tragelweg. Later is de Tragelweg verdeeld in Tragel West en Tragel Oost, gescheiden door de Damstraat. Het oostelijke deel van Tragel West en het westelijke deel van Tragel Oost maken inmiddels deel uit van de dorpskom van Schoondijke. Sinds de aanleg van een rondweg om Schoondijke is Tragel West opnieuw opgedeeld. Het deel dat verbinding heeft met Schoondijke is nu slechts Tragel gaan heten en het deel dat niet meer verbonden is behoudt de naam Tragel West.
Steden: Aardenburg · IJzendijke · Oostburg · Sint Anna ter Muiden · Sluis

Dorpen: Breskens · Cadzand · Eede · Groede · Hoofdplaat · Nieuwvliet · Retranchement · Schoondijke · Sint Kruis · Waterlandkerkje · Zuidzande

Buurtschappen: Akkerput · Bakkersdam · Balhofstede · Biezen · Boerenhol · Braamhul · De Brabander · De Bracke · Cadzand-Bad · Cathelijneschans/Schans · Dam · De Dam · Draaibrug · Halve Maantje · Hans Vriezeschans · Het Eiland · Goedleven · Groeneboomgaard · Grootendam/De Hoogedam · Heille · Hoogendijk · Hoogeweg · Kapitalendam · Ketelaarstraat · Klakbaan · Klein-Brabant · Konijnenberg · Koninginnehaven · Kruisdijk · Kruishoofd · Maagdenberg · Maagd van Gent (deels) · Maaidijk · Marollenput · Moershoofde (deels) · Moleke (deels) · Molentje · Mollekot (deels) · De Munte · Nieuwesluis · Nieuwland · Nieuwvliet-Bad · Nolle · Nummer Een · Oostburgsche Brug · Oosthoek (deels) · Oudeland · Oudemenne · De Pas · Plankenpoortje · Plakkebord · De Platluis · Polderstraat/Steenoven · 't Poldertje · Ponte · Ponte-Avancé · Pyramide · Rijksweg · Ronduit · Roodenhoek · Sasput · Scherpbier · Sint Pieter · Slepershaven/Slapershaven · Slijkplaat · Slikkenburg · Sluissche Veer · Smedekensbrugge · Spitsbroek · Steenhoven · Steenoven · Stenen Heule · Stroopuit · Terhofstede · Ter-Moere · Tol (Schoondijke) · Tol (Waterlandkerkje) · De Tol · Tragel · Turkeye · Valeiskreek · Veldzicht · Veldzicht (deels) · De Verkorting · Verklikker · Vuilpan · Wafeldorp · Waterhoek · Waterloo · Zandertje · Het Zwindorp

Historische plaatsen: De Keizer · Oude Stad (Aardenburg) · Pannenhuis · Potjes

Zeeland: Steden en dorpen in Zeeland      Nederland: Provincies · Gemeenten